# Wengia Solodorensis
Die Wengia Solodorensis ist die älteste farbentragende Schülerverbindung an der Kantonsschule Solothurn. Die Mitglieder der «Wengia» bezeichnen sich als «Wengianer».
Der Zweck der Verbindung getreu ihren Devisen Patria, Amicitia, Scientia («Vaterland, Freundschaft, Wissenschaft») wird in den Statuten wie folgt umschrieben:
«Der Zweck der Wengia ist es, das wissenschaftliche Interesse ihrer Mitglieder zu fördern. Sie soll diese durch Freundschaft zu vereinigen suchen und sie anhand von Vorträgen und Diskussionen befähigen, als vorbereitete Staatsbürger ins Leben zu treten.»
Nach Ablegen der Matura treten die ehemaligen Aktiven in die Alt-Wengia über. Diese bildet mit rund 600 lebenden Mitgliedern den grössten Altherrenverband der Solothurner Verbindungen und einen der grössten in der Schweiz.

## Geschichte
Zu Beginn der 1880er Jahre existierten an der Kantonsschule Solothurn bereits studentische Gruppierungen in Form von Ablegern der Hochschulverbindungen «Helvetia» und «Zofingia». Durch einen Regierungsratsbeschluss wurden deren Aktivitäten 1883 verboten.
Im Sommer 1884 fanden sich unter der Führung von Bernhard Wyss und Leo Weltner mehrere Studenten mit dem Ziel zusammen, einen neuen Verein zu gründen. Wahrscheinlich in der Erinnerung an die einstige Spe-Fuxenvereinigung der «Helvetia» übernahm man deren Namen «Wengia», der ursprünglich auf Niklaus Wengi zurückging. Für die Mütze einigte man sich auf die grüne Farbe, seit je ein Zeichen der Liberalen im Kanton Solothurn, das Band wurde in den Farben Grün-Rot-Grün gehalten. Der neue Verein sollte die studentische Tradition Solothurns wahren und seine Mitglieder patriotisch und staatsbürgerlich im Sinne der damals in Kanton und Bund herrschenden radikal-demokratischen Partei erziehen. Am 7. November 1884 genehmigte der Solothurner Regierungsrat die von 15 Schülern eingereichten Statuten. Als erster Präsident amtete Adolf Meyer v/o Storch, der noch während der Aktivzeit verschied, als erster Fux-Major Leo Weltner v/o Streck. Die ersten Mitglieder hatten noch in den unteren Klassen die aufgehobenen Verbindungen erlebt und konnten im Aufbau der neuen Verbindung an eine alte Tradition anknüpfen.

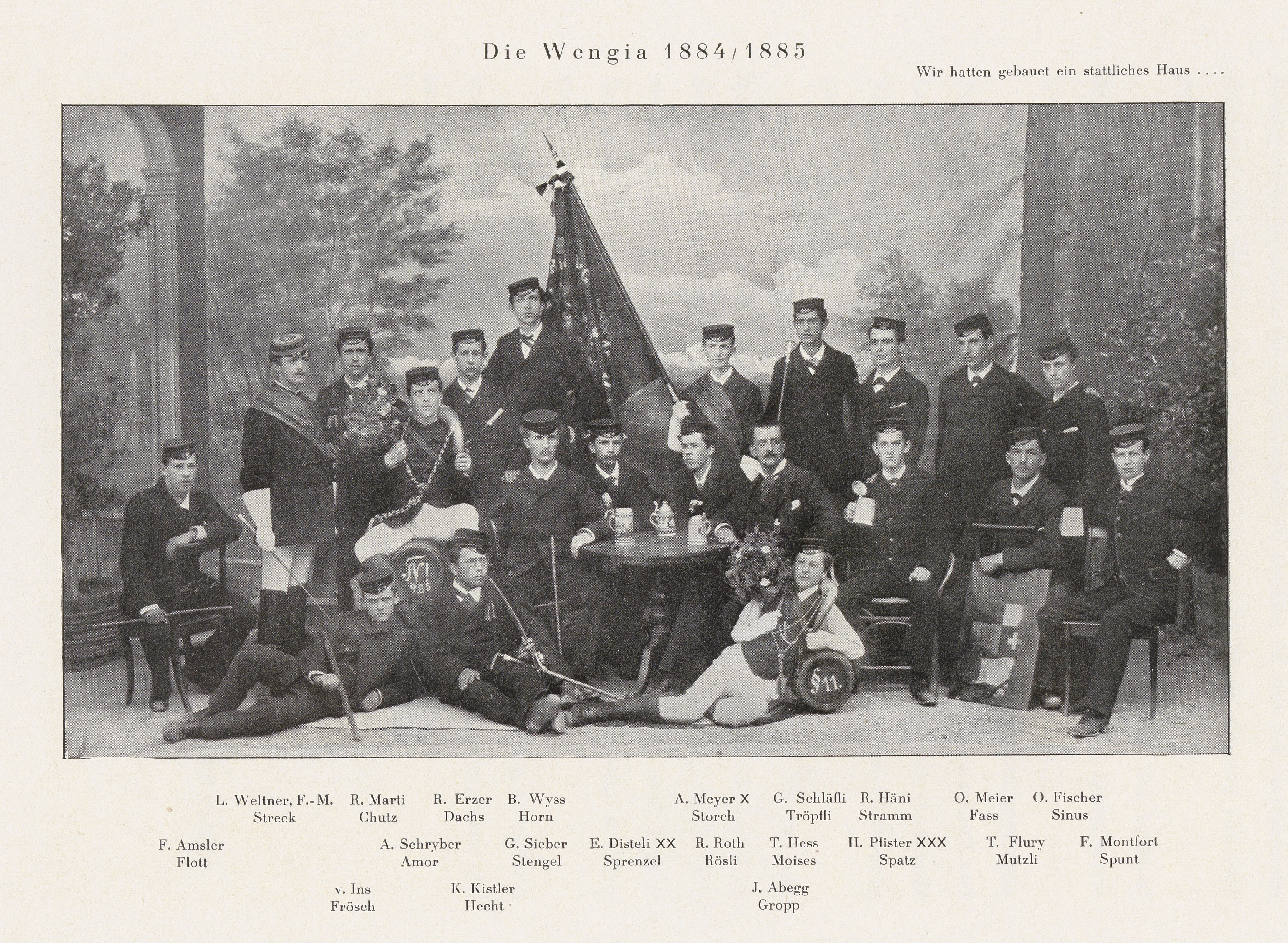
Erste Aktivitas der Wengia – Wintersemester 1884/1885

Es folgte die Zeit der Bewährung und Festigung der neuen Verbindung. Mit der Zulassung weiterer Verbindungen an der Kantonsschule 1907/1908 erhielt die «Wengia» Konkurrenz, wobei sich das Verhältnis unter den Verbindungen vom anfänglich offenen Kampf zu einem heute partnerschaftlichen Nebeneinander entwickelte.
Während des Ersten Weltkrieges war das Verbindungsleben gedämpft. Hingegen erlebte die «Wengia» während des Zweiten Weltkrieges einen Aufschwung. Bei eingeschränktem Schul- und Verbindungsleben galt das Interesse in erster Linie den kriegerischen Ereignissen, wobei man klar jeglichem Extremismus eine Absage erteilte und sich in den Dienst der geistigen Landesverteidigung stellte.
Mit Verspätung bekam auch die «Wengia» die Ereignisse des Jahres 1968 zu spüren, die Verbindung nahm aber die Herausforderung an und konnte in den darauffolgenden Jahren einen regen Zulauf verzeichnen. Im Jahre 1984 feierte die «Wengia Solodorensis» ihr einhundertjähriges Bestehen im Rahmen eines mehrtägigen Festes.

## Heute
Die Devisen Patria und Scientia («Vaterland», «Wissenschaft») werden durch Vorträge über staatspolitische oder wissenschaftliche Themen an regelmässigen Sitzungen und Exkursionen hochgehalten. Die «Wengia» pflegt liberales Gedankengut, verhält sich politisch aber neutral. Der angehende Student kann sich im Argumentieren, Kritisieren und Vortragen in zwangloser Umgebung üben. Oft werden auch namhafte Exponenten aus Politik, Wissenschaft oder Wirtschaft als Referenten eingeladen. So wird den Aktiven ermöglicht, sich als zukünftige Staatsbürger aus erster Hand zu informieren und erfahrene Persönlichkeiten kennen zu lernen.
Die Devise Amicitia («Freundschaft») findet ihren Ausdruck in den geselligen Anlässen der Verbindung wie Stämmen, Kneipen, Kommersen, «Kränzen», Bällen, Studien-Reisen etc. Dabei wird auch der Pflege von studentischen Bräuchen und Liedern viel Wert beigemessen.

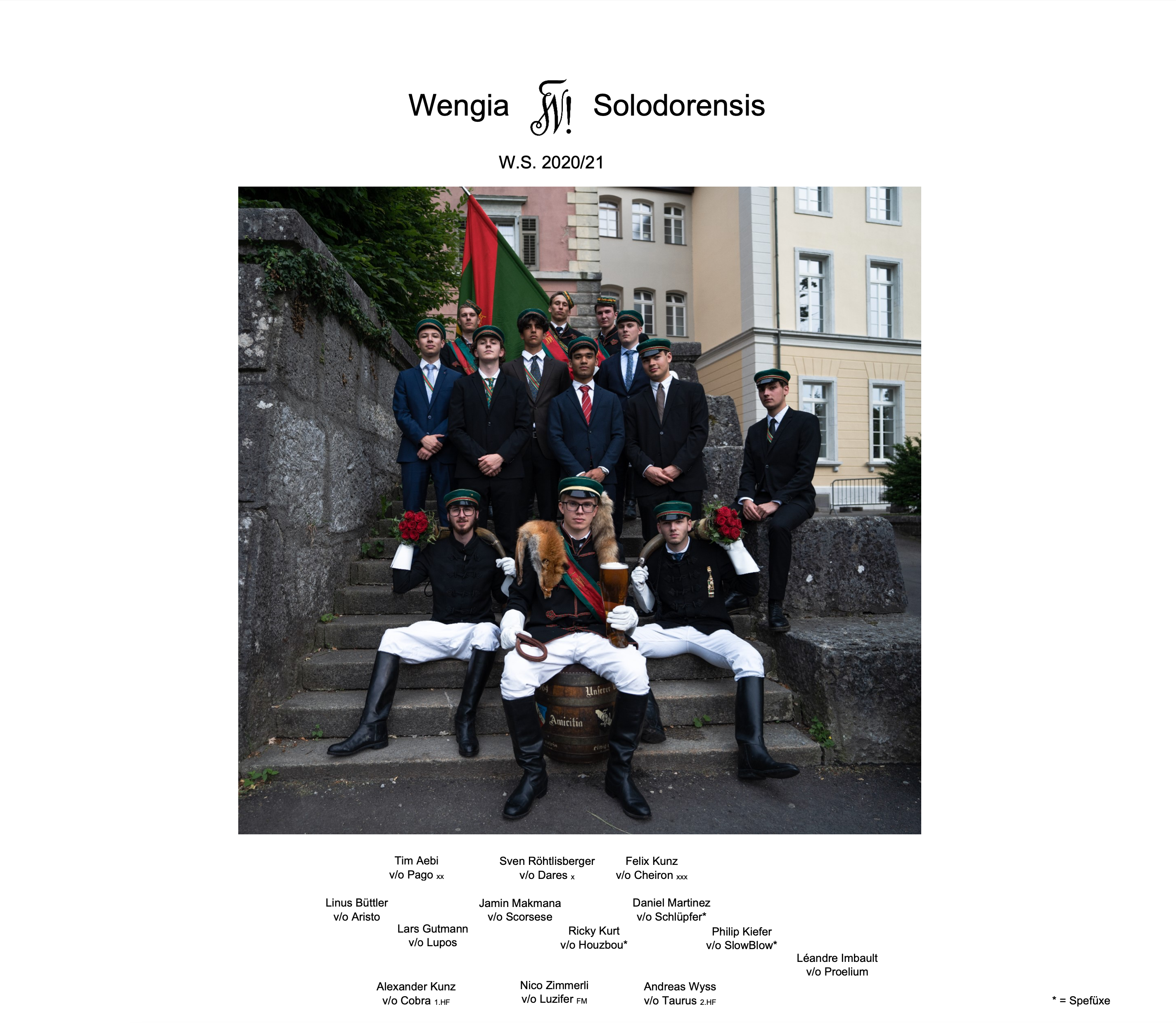
Aktivitas Wintersemester 2020/2021

## Alt-Wengia
Schon früh zeigte sich das Bedürfnis der Altherren nach einem Zusammenschluss. 1897 wurde nach vielen vergeblichen Versuchen ein dauerhafter Altherren-Verband gegründet.
Die in vielen Universitätsstädten der Schweiz existierenden Altherrenstämme der «Wengia» ermöglichten nicht nur die Pflege alter Freundschaften ausserhalb Solothurns, sondern geben neu immatrikulierten Studenten auch die Gelegenheit, Ratschläge einzuholen, und helfen mit, der Anonymität im heutigen Studienbetrieb entgegenzuwirken. Den grossen Zusammenhalt unter den Altherren zeigt die alljährlich im November in Solothurn stattfindende Generalversammlung der Alt-Wengia, an der regelmässig rund 300 «Wengianer» teilnehmen.

## Stammlokal und Verbindungshaus

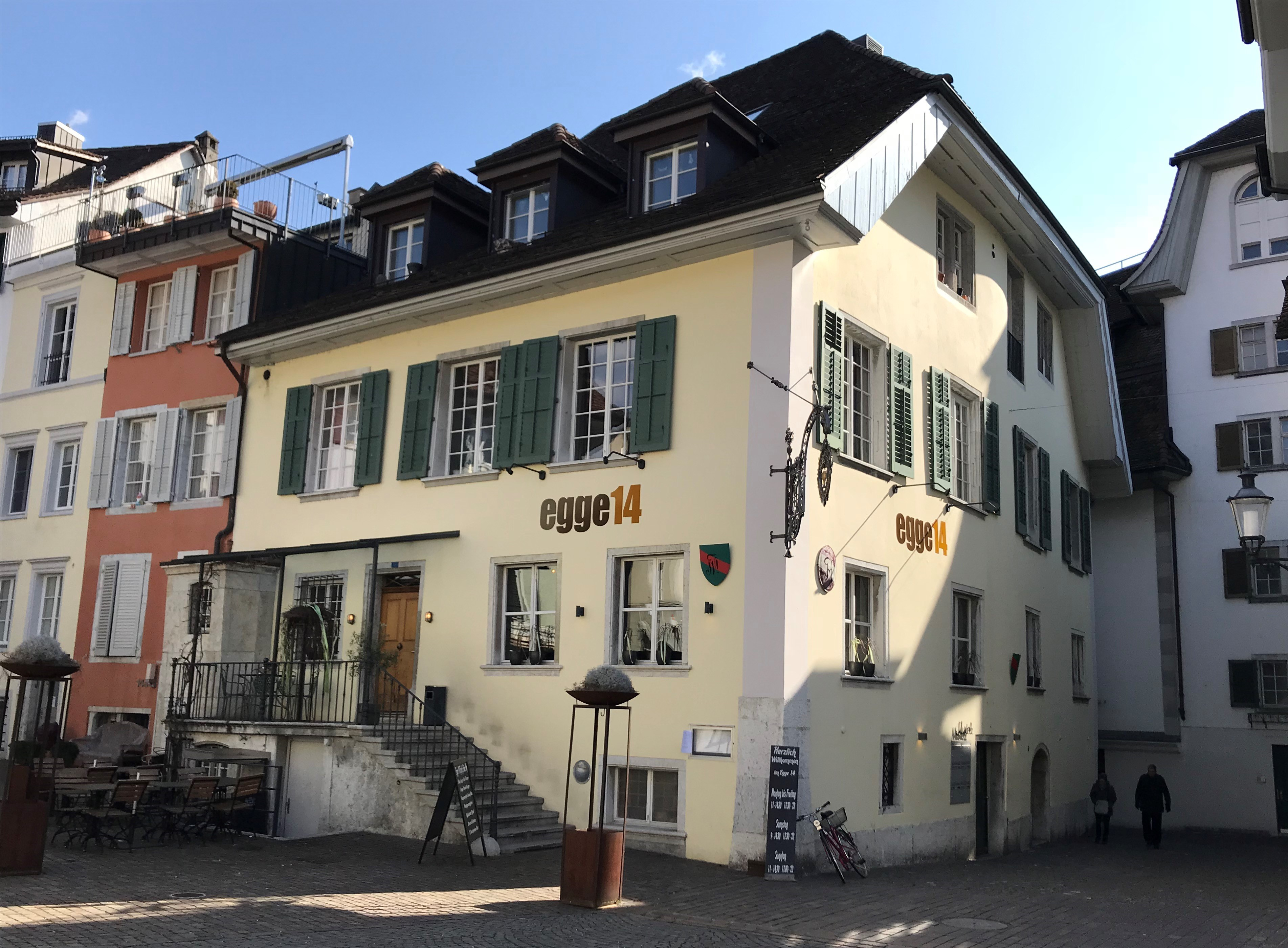
Verbindungshaus der Wengia – Haus «Misteli»

In den ersten acht Jahren hatte die Wengia keine feste Konstante. Eine erste Bleibe für längere Zeit fand sie 1892 in der «Brasserie Schenker» an der Judengasse; am 1. April 1946 wurde das Restaurant «Misteli» am Friedhofplatz 14 als Stammlokal bezogen. 1957 erfolgte der Einbau eines eigenen Kneiplokals in den ehemaligen Stallungen. 2006 wurde dieses im Rahmen der Totalsanierung der Liegenschaft in den Gewölbekeller verlegt. 1986 wurde die Liegenschaft durch die Baugenossenschaft der «Wengia» erworben. Im Jahre 2005 erfolgte deren Überführung in die «Misteli AG». Diese befindet sich grossmehrheitlich im Besitz des Altherrenverbandes und seiner Mitglieder.

## Vereinsorgan
Ein Bindeglied zwischen der Aktivitas und den Altherren der «Wengia» stellt das Verbindungsorgan Der Wengianer dar. 1886 gab die Aktivitas erstmals eine hektographierte Zeitschrift heraus, doch musste ihr Erscheinen wegen Produktionsschwierigkeiten eingestellt werden. Im Oktober 1888 entstand unter dem Namen Der Wengianer ein neues Verbindungsorgan, das seitdem regelmässig mehrmals pro Jahr erscheint.
Für die Redaktion zeichnen Aktivitas und Altherrenverband gemeinsam verantwortlich.

## Bekannte Mitglieder
- Werner Kaiser  (1868–1926), Regierungsrat[8]
- Hans Affolter (1870–1936), Bundesrichter, Regierungsrat, Nationalrat[9]
- Hans Jecker (1870–1946), Stadtammann von Solothurn[10]
- Hans Kaufmann (1871–1940), Regierungsrat; Ehrenmitglied der Alt-Wengia
- Arthur Oswald (1872–1938), Regierungsrat
- Josef Reinhart (1875–1957), Schriftsteller; Ehrenmitglied der Alt-Wengia
- Leo Weber (1876–1969); Pädagoge; Ehrenmitglied der Alt-Wengia
- Eugen Henziross (1877–1961), Maler und Grafiker[11]
- Alfred Rudolf (1877–1955), Regierungsrat[12]
- Walther Bösiger (1878–1960), Regierungsrat[13]
- Adrian von Arx (1879–1934), Bundesrichter, Nationalrat[14]
- Eugen Bircher (1882–1956), Nationalrat, Mediziner, Militärschriftsteller
- Robert Furrer (1882–1962), Oberzolldirektor
- Walther Stampfli (1884–1965), Bundesrat, Nationalrat; Ehrenmitglied der Alt-Wengia
- Oskar Stampfli (1886–1973), Regierungsrat; Ehrenmitglied der Alt-Wengia[15]
- Hugo Meyer (1888–1958), Stadtammann von Olten[16]
- Rolf Roth (1888–1985); Karikaturist, Maler und Schriftsteller; Ehrenmitglied der Alt-Wengia
- Paul Haefelin (1889–1972), Ständerat, Stadtammann von Solothurn; Ehrenmitglied der Alt-Wengia[17]
- Heinrich Studer (1889–1961), Gründer des Amalthea Signum Verlags in Wien
- Eugen Dietschi (1896–1986), Ständerat, Nationalrat; Ehrenmitglied der Alt-Wengia
- Urs Dietschi (1901–1982), Regierungsrat, Nationalrat; Ehrenmitglied der Alt-Wengia
- Max Petry (1904–1989); Divisionär; Waffenchef der Schweizer Artillerie[18]
- Karl Obrecht (1910–1979), Ständerat, Nationalrat; Ehrenmitglied der Alt-Wengia[19]
- Robert Kurt (1913–1968), Stadtammann von Solothurn
- Paul Profos (1913–2001), Maschinenbauingenieur, Professor ETH
- Paul Affolter (1917–2005); Oberzolldirektor[20]
- Kurt Locher (1917–1991); Direktor der Eidgenössischen Steuerverwaltung[21]
- Hans Derendinger (1920–1996), Stadtammann von Olten; Ehrenmitglied der Alt-Wengia
- Fritz Wermelinger (1922–2012), Divisionär; Waffenchef der Schweizer Artillerie[22]
- Max Affolter (1923–1991), Ständerat; Ehrenmitglied der Alt-Wengia[23]
- Hans Rudolf Breitenbach (1923–2013), Philologe und Rektor des Gymnasiums Solothurn
- Charles Dobler (1923–2014), Konzertpianist und Musikpädagoge[24]
- Hans Künzi (1924–2004); Regierungsrat, Nationalrat
- Urs Leo Hammer (1927–2018), Unternehmer[25]
- Eugen Lüthy (1927–1990), Korpskommandant; Generalstabschef der Schweizer Armee
- René Baumgartner (1930–2018), Professor für Chirurgie und Orthopädie
- Manfred Schwarz (1932–2000), Dramatiker, Theaterregisseur und Schauspieler[26]
- Robert Piller (1935–2019); Ökonom, Journalist, Kommunalpolitiker, Unterstützer des Kantons und der Region Jura[27]
- Peter André Bloch (* 1936); Germanist, Professor für Literaturwissenschaft, Kulturvermittler
- Mathias Feldges (1937–2022), Regierungsrat
- Hans Gerny (1937–2021); Christkatholischer Bischof der Schweiz
- Peter Schmid (* 1941), Regierungsrat
- Urs von Arx (* 1943), Professor der Theologie
- Ruedi Jeker (* 1944), Regierungsrat
- Jörg Kiefer (1944–2010), Journalist, Autor und Kommunalpolitiker; Ehrenmitglied der Alt-Wengia
- Samuel Schmid (* 1947), Bundesrat, Ständerat, Nationalrat; Ehrenmitglied der Alt-Wengia
- Marc Furrer (* 1951); erster Direktor des Bundesamtes für Kommunikation (BAKOM), Verwaltungsrat der SRG SSR[28]
- Kurt Fluri (* 1955), Nationalrat, Stadtpräsident von Solothurn
- Andreas Eng (* 1961), Solothurner Staatsschreiber
- François Scheidegger (* 1961), Stadtpräsident von Grenchen
- Hans Schatzmann (* 1962), Brigadier; Kommandant Zentralschule (ZS)
- Christoph Neuhaus (* 1966), Regierungsrat